# Inge Braumüller
Ingeborg ("Inge") Braumüller (posteriorment Betz, després Machts, Berlín, 23 de novembre de 1909 - Hannover, 6 d'abril de 1999) va ser una atleta alemanya que va competir en els Jocs Olímpics d'Estiu de 1928. Era la germana gran d'Ellen Braumüller.
L'any 1928 va acabar la setena en la competició de salt d'alçada dels Jocs Olímpics d'Estiu de 1928.